# 경로를 이탈하였습니다
《경로를 이탈하였습니다》는 JTBC 월화 드라마이다.

## 기획의도
결혼식날 뒤통수 치고 도망간 신랑을 쫒는 드라마

## 제작진
- 극본 : 최이소
- 연출 : 장지연

## 등장인물
- 김범수
- 김유하
- 남지현
- 문상훈
- 박지영
- 서정연